# Boxer (Schiff, 1995)
Die USS Boxer (LHD-4) ist ein amphibisches Angriffsschiff der United States Navy und gehört der Wasp-Klasse an.

## Geschichte
LHD-4 wurde 1988 in Auftrag gegeben und 1991 bei Ingalls Shipbuilding auf Kiel gelegt. Beim Stapellauf und der Schiffstaufe im August 1993 war das Schiff etwa zu 70 Prozent fertiggestellt. Der Ausbau der aus über 21.000 Tonnen Stahl, 380 Tonnen Aluminium und 254 Kilometern elektrischer Leitungen bestehenden USS Boxer dauerte bis zu ihrer Überstellung an die US Navy im November 1994 an. Am 11. Februar 1995 wurde das Schiff offiziell in den Dienst der US Navy gestellt.
Die erste Verlegung des Schiffes fand im Rahmen einer Amphibious Ready Group bis Ende 1997 statt und führte die Boxer in den Westpazifik sowie den Indischen Ozean. 1998 nahm das Schiff an der Übung RIMPAC im Pazifik teil. 2001 folgte wiederum eine Verlegung in den Westpazifik. 2003 nahm die Boxer an der Operation Enduring Freedom teil. Anfang 2004 verbrachte sie dreieinhalb Monate vor dem Irak, 2005 nahm sie an der Übung Exercise Talisman Sabre mit der Royal Australian Navy und an der Übung CARAT mit malaysischen Kräften teil.
Im Mai 2007 beendete die Boxer eine weitere neunmonatige Verlegung in den Westpazifik und den Persischen Golf. Anfang 2009 folgte eine weitere Fahrt in diese Region.
Im Indischen Ozean wurde die Boxer nach dem Angriff auf die Maersk Alabama zur Bekämpfung der Piraterie vor der Küste Somalias eingesetzt. Zusammen mit der Fregatte Halyburton sowie dem Zerstörer Bainbridge hielt sie sich im April in der Nähe des Frachters in Bereitschaft. Nach der Befreiung des Kapitäns der Maersk Alabama durch Spezialkräfte wurde dieser nach kurzem Aufenthalt auf der Bainbridge auf die Boxer gebracht, um dort routinemäßig medizinisch untersucht zu werden.
Auch eine Ende April 2009 geplante Befreiungsaktion des ebenfalls vor Somalia entführten deutschen Frachters Hansa Stavanger durch eingeschiffte Einsatzkräfte und Hubschrauber der GSG 9 der Bundespolizei wurde durch die Boxer als Transportschiff unterstützt. Die Aktion wurde jedoch noch vor deren Umsetzung auf politischen Willen hin gestoppt.
Im Februar 2011 verlegte die Boxer als Flaggschiff ihrer Kampfgruppe in den Indischen Ozean, wo sie an Übungen mit befreundeten Marinen teilnahm.
In der Nacht vom 18. auf den 19. Juli 2019 fuhr die Boxer im Umfeld der Spannungen zwischen den USA und dem Iran um den einseitig gekündigten Atomvertrag in die Straße von Hormus ein und soll nach Aussagen von US-Präsident Donald Trump dabei eine iranische Drohne abgeschossen haben, welche der Boxer zu nahegekommen und daher als Bedrohung eingestuft worden sei.